# New York City (album)
Pour les articles homonymes, voir New York City (homonymie).
Albums par Peter Malick
Sons of the Jet Age
(2000) Chance & Circumstance
(2003)
Albums par Norah Jones
Come Away with Me
(2002) Feels like Home
(2004)
New York City est un album collaboratif du Peter Malick Group, en featuring avec Norah Jones. Il est enregistré entre août et septembre 2000, quelques semaines avant que Norah Jones n'enregistre ses propres démos pour Blue Note Records, et sort trois ans plus tard, le 8 juillet 2003. Norah Jones interprète les sept titres, et cet album est plus blues que le premier album de la chanteuse, Come Away with Me.
L'album s'est classé aux États-Unis à la 54e place du Billboard 200, à la première place du Top Blues Albums et à la deuxième place du Top Independent Albums. Le remix de Strange Transmissions par Bastone & Burnz a atteint la 23e place du classement Hot Dance Music/Club Play en juin 2004. La chanson-titre, New York City, est sortie comme single promotionnel.
La reprise de Heart of Mine de Bob Dylan a été utilisée dans le film Le Maître du jeu en 2003, dans le générique de fin.

## Liste des titres
| No | Titre                         | Auteur       | Durée |
| -- | ----------------------------- | ------------ | ----- |
| 1. | New York City                 | Peter Malick | 5:06  |
| 2. | Strange Transmissions         | Malick       | 4:06  |
| 3. | Deceptively Yours             | Malick       | 4:17  |
| 4. | All Your Love                 | Magic Sam    | 4:33  |
| 5. | Heart of Mine                 | Bob Dylan    | 5:06  |
| 6. | Things You Don't Have to Do   | Malick       | 3:09  |
| 7. | New York City (version radio) | Malick       | 3:47  |

## Crédits
Credits adaptés du livret album de New York City.
- Peter Malick – guitares, production (toutes les pistes); chant (piste 6)
- Norah Jones – chant (toutes les pistes); piano (piste 5)
- Eric Gardner – batterie (pistes 1, 4, 5, 7)
- Marty Richards – batterie (pistes 2, 3, 6)
- Danny McGouch – Mellotron (pistes 1, 7); Hammond B-3 (piste 3); piano Wurlitzer (piste 4)
- Mike Thompson – piano (pistes 2, 4); accordéon (pistes 1, 7)
- Tom West – piano (piste 6)
- Jeff Turmes – basse
- Hugh Fordin – production exécutive
- Ducky Carlisle – enregistrement, mixage
- Bruce Witkin (de) – ingénieur du son additionnel
- Nate Dubé – ingénieur du son additionnel
- Alan Silverman – mastérisation à Arf! Digital (New York)
- Jeff Chenault – direction artistique, conception

## Classements
| Classement (2003–2004)            | Meilleure position |
| --------------------------------- | ------------------ |
| Australie (ARIA)                  | 22                 |
| Autriche (Ö3 Austria Top 40)      | 28                 |
| Danemark (Tracklisten)            | 30                 |
| États-Unis (Billboard 200)        | 54                 |
| États-Unis (Independent Albums)   | 2                  |
| États-Unis (Top Blues Albums)     | 1                  |
| Nouvelle-Zélande (RIANZ)          | 18                 |
| Pays-Bas (Mega Album Top 100)     | 32                 |
| Pologne (ZPAV)                    | 42                 |
| Royaume-Uni (UK Albums Chart)     | 80                 |
| Royaume-Uni (Jazz & Blues Albums) | 4                  |
| Suisse (Schweizer Hitparade)      | 93                 |

## Certifications
| Région                                | Certification | Ventes/Streams |
| ------------------------------------- | ------------- | -------------- |
| Australie (ARIA)                      | Or            | 35 000^        |
| ^Mise en rayon selon la certification |               |                |

### Note
1. 1 2  Enregistrement additionnel